# Mistrzostwa Świata w Piłce Nożnej 2022 (eliminacje strefy CONCACAF)/Grupa E
Grupa E jest jedną z sześciu grup eliminacji pierwszej rundy do Mistrzostw Świata 2022. Składa się z pięciu niżej wymienionych reprezentacji:
- Haiti
- Nikaragua
- Belize
- Saint Lucia
- Turks i Caicos

Każda drużyna rozegra z każdą jeden mecz (u siebie lub na wyjeździe). Mecze rozpoczną się w marcu 2021. Drużyna z pierwszego miejsca awansuje do drugiej rundy.

## Tabela
| Lp. | Drużyna        | M | Mecze | Mecze | Mecze | Bramki | Bramki | Bramki | Pkt |
| Lp. | Drużyna        | M | W     | R     | P     | +      | −      | +/−    | Pkt |
| --- | -------------- | - | ----- | ----- | ----- | ------ | ------ | ------ | --- |
| 1.  | Haiti          | 3 | 3     | 0     | 0     | 13     | 0      | +13    | 9   |
| 2.  | Nikaragua      | 3 | 2     | 0     | 1     | 10     | 1      | +9     | 6   |
| 3.  | Belize         | 3 | 1     | 0     | 2     | 5      | 5      | 0      | 3   |
| 4.  | Turks i Caicos | 3 | 0     | 0     | 3     | 0      | 22     | −22    | 0   |

## Wyniki
| 25 marca 2021 22:00 CET | Haiti · Adé 50' · Séance 82' | 2:0(0:0)Raport | Belize | Stade Sylvio Cator, Port-au-Prince Sędzia: Walter López |
|                         |                              |                |        |                                                         |

| 28 marca 2021 00:00 CET | Turks i Caicos | 0:7(0:3)Raport | Nikaragua · 3', 59' Barrera · 8', 45+2' Smith · 46' Fletes · 78' Forbes · 87' Moldskred | Estadio Panamericano w San Cristóbal, San Cristóbal (Dominikana) Sędzia: William Anderson |
|                         |                |                |                                                                                         |                                                                                           |

| 30 marca 2021 23:00 CEST | Belize · Bernárdez 45+3', 48' · August 47' · Nembhard 81' · McCaulay 90+1' | 5:0(1:0)Raport | Turks i Caicos | Estadio Panamericano w San Cristóbal, San Cristóbal (Dominikana) Sędzia: Nima Saghafi |
|                          |                                                                            |                |                |                                                                                       |

| 5 czerwca 2021 03:00 CEST | Nikaragua · Rodríguez 25' · Bonilla 46' · Barrera 51' | 3:0(1:0)Raport | Belize | Estadio Nacional de Fútbol, Managua Sędzia: Nelson Salgado |
|                           |                                                       |                |        |                                                            |

| 5 czerwca 2021 20:00 CEST | Turks i Caicos | 0:10(0:5)Raport | Haiti · 27', 30', 34', 37' Nazon · 42', 83' Antoine · 53' Simonsen · 75', 87', 90+2' Pierrot | TCIFA National Academy, Providenciales Sędzia: Diego Montaño Robles |
|                           |                |                 |                                                                                              |                                                                     |

| 8 czerwca 2021 23:00 CEST | Haiti · Etienne 63' | 1:0(0:0)Raport | Nikaragua | Stade Sylvio Cator, Port-au-Prince Sędzia: Kevin Morrison |
|                           |                     |                |           |                                                           |

## Strzelcy
4 gole
- Duckens Nazon

3 gole
- Frantzdy Pierrot
- Juan Barrera

2 gole
- Carlos Bernárdez
- Carnejy Antoine
- Ariagner Smith

1 gol
- Jesse August
- Deon McCaulay
- Deshawon Nembhard
- Ricardo Adé
- Derrick Etienne
- Steven Séance
- Jeppe Simonsen
- Byron Bonilla
- Marvin Fletes
- Dshon Forbes
- Matias Belli Moldskred
- Richard Rodríguez